# Verband liberaler Akademiker
Der Verband liberaler Akademiker – Seniorenverband liberaler Studenten (VLA) wurde am 6. Februar 1955 von ehemaligen Mitgliedern des Liberalen Studentenbundes Deutschland (LSD) als Seniorenverband des LSD gegründet. Der LSD war von der FDP als Studentenverband anerkannt und wurde von ihr unterstützt. Nachdem sich der LSD im Zuge der Studentenbewegung von der FDP abwandte, 1969 beanspruchte, „integraler Bestandteil der sozialistischen Opposition zu sein“, und daraufhin zerfiel, änderte der Verband 1971 seinen als kompromittierend empfundenen Namen in seinen heutigen Namen Verband liberaler Akademiker – Seniorenverband liberaler Studenten.
Nach Gründung des Liberalen Hochschulverbands (LHV) im darauffolgenden Jahr verstand sich der VLA als dessen Seniorenverband. Nachdem sich dieser im Zuge der Bonner Wende 1982 auch von der FDP gelöst hatte und 1987 der Bundesverband Liberaler Hochschulgruppen (LHG) gegründet worden war, wurde er dessen Seniorenverband.
Auch wenn es keine satzungsgemäße Voraussetzung ist, waren die Mitglieder in der Regel in ihrer Studienzeit in einer liberalen Hochschulgruppe aktiv. Neben den Hochschulgruppen der genannten Verbände zählen hierzu auch die Gruppen des ehemaligen Sozialliberalen Hochschulverbands (SLH).
Der VLA unterstützt die Liberalen Hochschulgruppen bundesweit ideell und finanziell und führt jährlich zu Pfingsten ein Seminar und seinen jährlichen Convent durch.
Das Debattenmagazin „Liberale Perspektiven“ erscheint zweimal jährlich, der Rundbrief für die Mitglieder dreimal jährlich.
Der VLA verleiht alle zwei Jahre den Arno-Esch-Preis in Erinnerung an die Gruppe von sechs Rostocker Studenten um Arno Esch, die 1951 von der sowjetischen Justiz zum Tode verurteilt und erschossen wurden.
Prominente Mitglieder des VLA sind unter anderem Gerhart Baum, Patrick Döring, Rudolf Rentschler, Jens Brandenburg und Sabine Leutheusser-Schnarrenberger.